# Wicked (film)
Wicked, även känd som Wicked: Part One, är en musikalisk fantasyfilm från 2024. Filmen är regisserad av Jon M. Chu och för manus har Winnie Holzman, Gregory Maguire och Stephen Schwartz svarat. Filmen är en filmatisering av musikalföreställningen Wicked.
Filmen hade biopremiär i Sverige den 22 november 2024, utgiven av Universal Pictures. Del 2, Wicked: Part Two, har planerad premiär i Sverige den 21 november 2025.

## Handling
Filmen handlar om en grönhyad kvinna (Cynthia Erivo) blir lurad av Trollkarlen från Oz (Jeff Goldblum) och förvandlas till elaka häxan från väst.

## Rollista (i urval)
| Roll                | Skådespelare    | Svensk röst               |
| ------------------- | --------------- | ------------------------- |
| Elphaba Thropp      | Cynthia Erivo   | Stran Çetin               |
| Galinda Upland      | Ariana Grande   | Dominique Pålsson Wiklund |
| Fiyero Tigelaar     | Jonathan Bailey | Martin Stokke Mathiesen   |
| Trollkarlen från Oz | Jeff Goldblum   | Andreas Rothlin Svensson  |
| Boq                 | Ethan Slater    | Adam Portnoff             |
| Madame Morrible     | Michelle Yeoh   | Gunilla Backman           |
| Nessarose Thropp    | Marissa Bode    | Malva Goldmann            |
| Pfannee             | Bowen Yang      | Edvin Törnblom            |
| ShenShen            | Bronwyn James   | Josefina Hylén            |
| Miss Coddle         | Keala Settle    | Sussie Eriksson           |